# Воєводівка (Кам'янський район)
Воєво́дівка — село в Україні, у Кам'янському районі Дніпропетровської області. Населення за переписом 2001 року становить 95 осіб. Входить до складу Верхньодніпровської міської громади.

## Географія
Село Воєводівка знаходиться на відстані 1,5 км від сіл Чубарівка і Чепине. По селу протікає пересихаючий струмок з загатою. Поруч проходять автомобільна дорога Т 0429 залізниця, станція Платформа 128 км за 0,5 км.

## Історія
Під час організованого радянською владою Голодомору 1932—1933 років померло щонайменше 52 жителі села.

## Населення

### Мова
Розподіл населення за рідною мовою за даними перепису 2001 року:
| Мова       | Кількість | Відсоток |
| ---------- | --------- | -------- |
| українська | 79        | 83.16%   |
| російська  | 16        | 16.84%   |
| Усього     | 95        | 100%     |